# 샤 루흐
샤 루흐 혹은 샤 로흐 (1377년 ~ 1447년, 우즈베크어: Mirzo Shohrux; 페르시아어: شاهرخ)는 티무르 제국 제3대의 군주(재위: 1409년 ~ 1447년)이다. 문무(文武)를 겸비한 명군(名君)으로서 내란을 진압하여, 오스만 투르크와 명나라의 국교를 회복하여 티무르 제국의 융성 시대를 이룩했다. 샤 루흐는 학문·예술에 대한 훌륭한 이해자이기도 했기 때문에 다음의 울루그 베그의 치세와 함께 티무르풍(風) 이슬람 문화의 최성기를 맞았다.

## 생애
샤루흐는 1377년 8월 20일, 사마르칸트에서 태어났다. 아버지는 티무르이고, 어머니는 카라키타이인 투가이 테르켄 아가였다. 티무르에게 샤루흐는 4번째 아들이었다. 샤 루흐란 페르시아어로 “왕의 얼굴”이라는 의미인데, 페르시아어로 체스의 캐슬링을 이렇게 부른다. 이븐 아랍샤에 의하면, 샤 루흐가 태어났을 때 티무르가 체스를 하고 있었기 때문에 이런 이름을 붙인 것이라고 한다.
1397년, 티무르는 샤 루흐에게 미란 샤의 영지였던 시스탄, 후라산, 마잔다란 지역을 맡겼다. 이후 샤루흐는 1399년에 시작된 원정에 참가하여 맘루크 술탄국의 시리아와 팔레스타인 지역까지 다녀왔고, 오스만 제국의 바예지드 1세를 패배시킨 앙카라 전투에서도 일군의 지휘를 맡았다.
1405년, 티무르가 죽은 뒤 그의 제국은 지배권을 두고 여러 부족들과 장군들의 세력으로 갈렸다. 흑양조는 1410년에 바그다드를 점령함으로써 제국의 서부가 통째로 사라졌다. 하지만 이란와 트란스옥시아나는 1409년에 샤 루흐가 즉위한 뒤로 안정된 상태를 유지하고 있었다. 어쨌든 그의 제국은 동방과 서방의 교역로─전설적이기까지 한 비단길을 포함해서─들을 관리했고, 그 덕분에 엄청난 세금을 거뒀다.
이란의 도시들이 파괴된 덕분에 제국의 문화적 중심지는 지금의 우즈베키스탄의 사마르칸드와 아프가니스탄의 헤라트가 되었다. 샤 루흐는 제국의 수도로 사마르칸드가 아닌 헤라트를 선택했다. 덕분에 헤라트는 티무르 왕조의 정치적 중심지가 되었고, 그의 후계자들도 이 도시에 거주했다. 하지만 두 도시 모두 샤 루흐의 궁전에 엄청난 부를 가져다 주었고, 샤 루흐 역시 엄청난 특권을 내렸다. 두 도시는 예술과 과학에 대한 후원자들로 넘쳐났다.
샤 루흐는 부친 티무르와 달리 이슬람교를 통해 정통성을 재고하려는 경향을 보였다. 자삭보다 샤리아를 중시한 그는 칭기스 왕실의 이름으로 통치하는 관행을 폐지하였으며, 이슬람 지향적인 역사서 편찬을 명했다. 이 정책은 그가 죽은 뒤에는 사라졌다. 이후 칭기스 왕실의 권위에 의존하는 경향은 되려 더 강화되었다.
그의 아내 고와르 샤드는 마슈하드와 헤라트에 모스크와 신락교들을 세웠다. 고와르 샤드 모스크의 건축은 1418년에 끝났다. 제국의 복잡한 인종적 상황이 이 건축물에 반영되었다. 페르시아 문명과 중국에서 빌려 온 예술 기법들, 튀르크어와 아라비아어의 영향을 짙게 받은 페르시아어 등이 보인다.

## 대외 관계
본래 티무르 왕조와 홍무제의 제국 사이의 관계는 우호적이었으나, 티무르가 죽기 직전에는 크게 악화되었다. 하지만 샤 루흐의 치세 기간 동안 영락제를 비롯한 그의 후손들이 이끈 명나라와 티무르 왕조의 외교 관계가 정상화되었다. 중국의 진성이 이끄는 사절단이 1414년에서 1420년 사이에 여러 차례 사마르칸드와 헤라트를 방문했으며, 샤 루흐가 보낸 대규모 사절단 (이 사절단에는 일기 작가로 유명한 기야스 알 딘 낙카쉬도 있었다.) 역시 1419년에서 1422년 사이에 중국을 여행했다.

## 죽음과 계승
샤 루흐는 이란을 순방하던 도중 죽었다. 샤 루흐의 치세기간 동안 트란스옥시아나를 다스린 그의 아들 미르자 무함마드 타라가이 울루그 베그 b. 샤 루흐가 아버지를 계승했다.
예술적인 재능을 가졌던 아들 바이손구르 (1397년 - 1433년)는 형 만큼은 아니지만 아버지 샤 루흐의 재위기간에 사마르칸드의 행정에서 주요한 역할을 수행했다. 그는 아버지보다 빨리 죽었는데, 아마 과도한 알코올 섭취가 문제였을 것이다.
| 전임 할릴 술탄 | 티무르 왕조의 지도자 1409년 - 1447년 | 후임 울루그 베그 |